# Ytbergart
Ytbergart, eller suprakrustalbergart, är bergarter som avsatts på jordskorpan, på eller nära Jordens yta, till exempel vulkanisk bergarter och sedimentära bergarter.